# Mistrzostwa Europy w Piłce Nożnej 2000 (eliminacje)/Grupa 2
W Grupie 2 eliminacji do Euro 2000 o awans walczyło 6 zespołów:
- Norwegia
- Grecja
- Gruzja
- Łotwa
- Słowenia
- Albania

Zespoły rozegrały mecze w systemie każdy z każdym u siebie i na wyjeździe. Zwycięzca grupy awansował na Euro 2000, a druga drużyna zagrała w barażach.

## Tabela
| Lp. | Drużyna  | M  | Mecze | Mecze | Mecze | Bramki | Bramki | Bramki | Pkt |
| Lp. | Drużyna  | M  | W     | R     | P     | +      | −      | +/−    | Pkt |
| --- | -------- | -- | ----- | ----- | ----- | ------ | ------ | ------ | --- |
| 1.  | Norwegia | 10 | 8     | 1     | 1     | 21     | 9      | +12    | 25  |
| 2.  | Słowenia | 10 | 5     | 2     | 3     | 12     | 14     | −2     | 17  |
| 3.  | Grecja   | 10 | 4     | 3     | 3     | 13     | 8      | +5     | 15  |
| 4.  | Łotwa    | 10 | 3     | 4     | 3     | 13     | 12     | +1     | 13  |
| 5.  | Albania  | 10 | 1     | 4     | 5     | 8      | 14     | −6     | 7   |
| 6.  | Gruzja   | 10 | 1     | 2     | 7     | 8      | 18     | −10    | 5   |

|          | Norwegia | Słowenia | Grecja | Łotwa | Albania | Gruzja |
| -------- | -------- | -------- | ------ | ----- | ------- | ------ |
| Norwegia | X        | 4:0      | 1:0    | 1:3   | 2:2     | 1:0    |
| Słowenia | 1:2      | X        | 0:3    | 1:0   | 2:0     | 2:1    |
| Grecja   | 0:2      | 2:2      | X      | 1:2   | 2:0     | 3:0    |
| Łotwa    | 1:2      | 1:2      | 0:0    | X     | 0:0     | 1:0    |
| Albania  | 1:2      | 0:1      | 0:0    | 3:3   | X       | 2:1    |
| Gruzja   | 1:4      | 1:1      | 1:2    | 2:2   | 1:0     | X      |

## Wyniki
Wszystkie godziny podane na czas środkowoeuropejski
| 5 września 1998 16:00 | Gruzja · Arweladze 66' | 1:0(0:0)Raport | Albania | Stadion im. Borisa Paiczadze, Tbilisi Widzów: 45 000 Sędzia: Claude Détruche |
|                       |                        |                |         |                                                                              |

| 6 września 1998 19:00 | Grecja · Machlas 56' (k.) · Frantzekos 58' | 2:2(0:1)Raport | Słowenia · 19', 73' Zahovič | Stadion Olimpijski w Atenach, Ateny Widzów: 28 904 Sędzia: Alfredo Trentalange |
|                       |                                            |                |                             |                                                                                |

| 6 września 1998 20:15 | Norwegia · Solbakken 17' | 1:3(1:1)Raport | Łotwa · 11' Pahars · 53' Štolcers · 64' Zemļinskis | Ullevaal Stadion, Oslo Widzów: 11 031 Sędzia: Siarhej Szmolik |
|                       |                          |                |                                                    |                                                               |

| 10 października 1998 17:30 | Łotwa · Štolcers 2' | 1:0(1:0)Raport | Gruzja | Stadion Daugava w Rydze, Ryga Widzów: 4000 Sędzia: Constantin Zotta |
|                            |                     |                |        |                                                                     |

| 10 października 1998 20:00 | Słowenia · Zahovič 24' | 1:2(1:1)Raport | Norwegia · 45' Flo · 80' Rekdal | Centralni Štadion za Bežigradom, Lublana Widzów: 6200 Sędzia: Andreas Schluchter |
|                            |                        |                |                                 |                                                                                  |

| 14 października 1998 17:00 | Grecja · Machlas 12' · Liberopulos 15' · Uzunidis 36' | 3:0(3:0)Raport | Gruzja | Stadion Olimpijski w Atenach, Ateny Widzów: 12 681 Sędzia: Atanas Uzunow |
|                            |                                                       |                |        |                                                                          |

| 14 października 1998 19:00 | Norwegia · Rekdal 81' · Berg 87' | 2:2(1:2)Raport | Albania · 37' Bushi · 52' Tare | Ullevaal Stadion, Oslo Widzów: 17 770 Sędzia: Gerd Gabher |
|                            |                                  |                |                                |                                                           |

| 14 października 1998 20:00 | Słowenia · Udovič 86' | 1:0(0:0)Raport | Łotwa | Stadion Ljudski vrt, Maribor Widzów: 4 000 Sędzia: Karen Nalbandian |
|                            |                       |                |       |                                                                     |

| 18 listopada 1998 15:00 | Albania | 0:0(0:0)Raport | Grecja | Stadiumi Kombëtar „Qemal Stafa”, Tirana Widzów: 18 670 Sędzia: Víctor José Esquinas Torres |
|                         |         |                |        |                                                                                            |

| 27 marca 1999 18:00 | Gruzja · Dżanaszia 43' | 1:1(1:0)Raport | Słowenia · 52' Knavs | Stadion im. Borisa Paiczadze, Tbilisi Widzów: 20 000 Sędzia: Alain Hamer |
|                     |                        |                |                      |                                                                          |

| 27 marca 1999 18:30 | Grecja | 0:2(0:1)Raport | Norwegia · 38', 87' Solskjær | Stadion Olimpijski w Atenach, Ateny Widzów: 42 571 Sędzia: Leslie Irvine |
|                     |        |                |                              |                                                                          |

| 31 marca 1999 | Łotwa | 0:0(0:0)Raport | Grecja | Stadion Daugava w Rydze, Ryga Widzów: 5100 Sędzia: Knud Erik Fisker |
|               |       |                |        |                                                                     |

| 28 kwietnia 1999 | Łotwa | 0:0(0:0)Raport | Albania | Stadion Daugava w Rydze, Ryga Widzów: 2700 Sędzia: Eric Romain |
|                  |       |                |         |                                                                |

| 28 kwietnia 1999 18:00 | Gruzja · Dżanaszia 58' | 1:4(0:4)Raport | Norwegia · 16' (sam.) Szekiladze · 27', 38' Flo · 35' Solskjær | Stadion im. Borisa Paiczadze, Tbilisi Widzów: 20 000 Sędzia: Sándor Puhl |
|                        |                        |                |                                                                |                                                                          |

| 30 maja 1999 19:15 | Norwegia · Iversen 4' | 1:0(1:0)Raport | Gruzja | Ullevaal Stadion, Oslo Widzów: 18 236 Sędzia: Luc Huyghe |
|                    |                       |                |        |                                                          |

| 5 czerwca 1999 17:30 | Łotwa · 17' Pahars | 1:2(1:2)Raport | Słowenia · Zahovič 25', 43' | Stadion Daugava w Rydze, Ryga Widzów: 2500 Sędzia: Juan Manuel Brito Arceo |
|                      |                    |                |                             |                                                                            |

| 5 czerwca 1999 18:00 | Albania · Tare 16' | 1:2(1:1)Raport | Norwegia · 3' Flo · 83' Iversen | Stadiumi Kombëtar „Qemal Stafa”, Tirana Widzów: 12000 Sędzia: Livio Bazzoli |
|                      |                    |                |                                 |                                                                             |

| 5 czerwca 1999 18:00 | Gruzja · Kecbaia 55' | 1:2(0:0)Raport | Grecja · 85' (sam.) Chizaneiszwili · 89' Machlas | Stadion im. Borisa Paiczadze, Tbilisi Widzów: 7500 Sędzia: William Young |
|                      |                      |                |                                                  |                                                                          |

| 9 czerwca 1999 20:00 | Grecja · Niniadis 38' | 1:2(1:1)Raport | Łotwa · 24' Verpakovskis · 90' (k.) Zemļinskis | Stadion Olimpijski w Atenach, Ateny Widzów: 15 135 Sędzia: Lubomír Puček |
|                      |                       |                |                                                |                                                                          |

| 9 czerwca 1999 20:00 | Albania | 0:1(0:1)Raport | Słowenia · 25' (k.) Zahovič | Stadiumi Kombëtar „Qemal Stafa”, Tirana Widzów: 15000 Sędzia: Adrian Stoica |
|                      |         |                |                             |                                                                             |

| 18 sierpnia 1999 20:00 | Słowenia · Zahovič 49' · Osterc 80' | 2:0(0:0)Raport | Albania | Centralni Štadion za Bežigradom, Lublana Widzów: 8000 Sędzia: Joaquim da Silva |
|                        |                                     |                |         |                                                                                |

| 4 września 1999 16:00 | Norwegia · Leonhardsen 35' | 1:0(1:0)Raport | Grecja | Ullevaal Stadion, Oslo Widzów: 24 133 Sędzia: Markus Merk |
|                       |                            |                |        |                                                           |

| 4 września 1999 19:30 | Albania · Bushi 29', 79' · Mukaj 90' | 3:3(1:1)Raport | Łotwa · 20', 63' Astafjevs · 70' Štolcers | Stadiumi Kombëtar „Qemal Stafa”, Tirana Widzów: 4000 Sędzia: Alain Hamer |
|                       |                                      |                |                                           |                                                                          |

| 4 września 1999 20:00 | Słowenia · Ačimovič 48' · Zahovič 82' | 2:1(0:0)Raport | Gruzja · 55' Arweladze | Centralni Štadion za Bežigradom, Lublana Widzów: 7000 Sędzia: Jan Wegereef |
|                       |                                       |                |                        |                                                                            |

| 8 września 1999 16:00 | Gruzja · Arweladze 30' · Kawelaszwili 52' | 2:2(1:0)Raport | Łotwa · 62' Bleidelis · 90' Stepanovs | Stadion im. Borisa Paiczadze, Tbilisi Widzów: 12000 Sędzia: Miroslav Radoman |
|                       |                                           |                |                                       |                                                                              |

| 8 września 1999 19:15 | Norwegia · Istenič 16' (sam.) · Iversen 18' · Solskjær 30' · Leonhardsen 68' | 4:0(3:0)Raport | Słowenia | Ullevaal Stadion, Oslo Widzów: 24 288 Sędzia: Gilles Veissière |
|                       |                                                                              |                |          |                                                                |

| 6 października 1999 20:00 | Grecja · Tsiartas 1' · Jeorjadis 88' | 2:0(1:0)Raport | Albania | Stadion Olimpijski w Atenach, Ateny Widzów: 8452 Sędzia: Walentin Iwanow |
|                           |                                      |                |         |                                                                          |

| 9 października 1999 16:45 | Słowenia | 0:3(0:2)Raport | Grecja · 38' Tsiartas · 42' Jeorjadis · 80' Nikolaidis | Stadion Stožice, Lublana Widzów: 2500 Sędzia: Gamal Al-Ghandour |
|                           |          |                |                                                        |                                                                 |

| 9 października 1999 19:00 | Albania · Rraklli 30' · Kola 36' | 2:1(2:0)Raport | Gruzja · 53' Arweladze | Stadiumi Kombëtar „Qemal Stafa”, Tirana Widzów: 6000 Sędzia: Alfred Micallef |
|                           |                                  |                |                        |                                                                              |

| 9 października 1999 19:00 | Łotwa · Pahars 53' | 1:2(0:0)Raport | Norwegia · 52' Solskjær · 86' Flo | Stadion Daugava w Rydze, Ryga Widzów: 2500 Sędzia: Dietmar Drabek |
|                           |                    |                |                                   |                                                                   |